# Heinz Betz
Heinz Betz (ur. 29 września 1954 w Bad Cannstatt) – niemiecki kolarz torowy i szosowy reprezentujący RFN, brązowy medalista torowych mistrzostw świata.

## Kariera
Największy sukces w karierze Heinz Betz osiągnął w 1980 roku, kiedy zdobył brązowy medal w wyścigu punktowym zawodowców podczas mistrzostw świata w Besançon. W zawodach tych wyprzedzili go jedynie Belg Constant Tourné oraz Włoch Giovanni Mantovani. Betz startował także w wyścigach szosowych, zwyciężając między innymi w kryterium w Bielefeld w 1981 roku. Wielokrotnie zdobywał medale torowych mistrzostw kraju, ale nigdy nie startował na igrzyskach olimpijskich.